# Xã Wharton, Quận Potter, Pennsylvania
Xã Wharton (tiếng Anh: Wharton Township) là một xã thuộc quận Potter, tiểu bang Pennsylvania, Hoa Kỳ. Năm 2010, dân số của xã này là 99 người.